# Martin Pedersen (Radsportler)

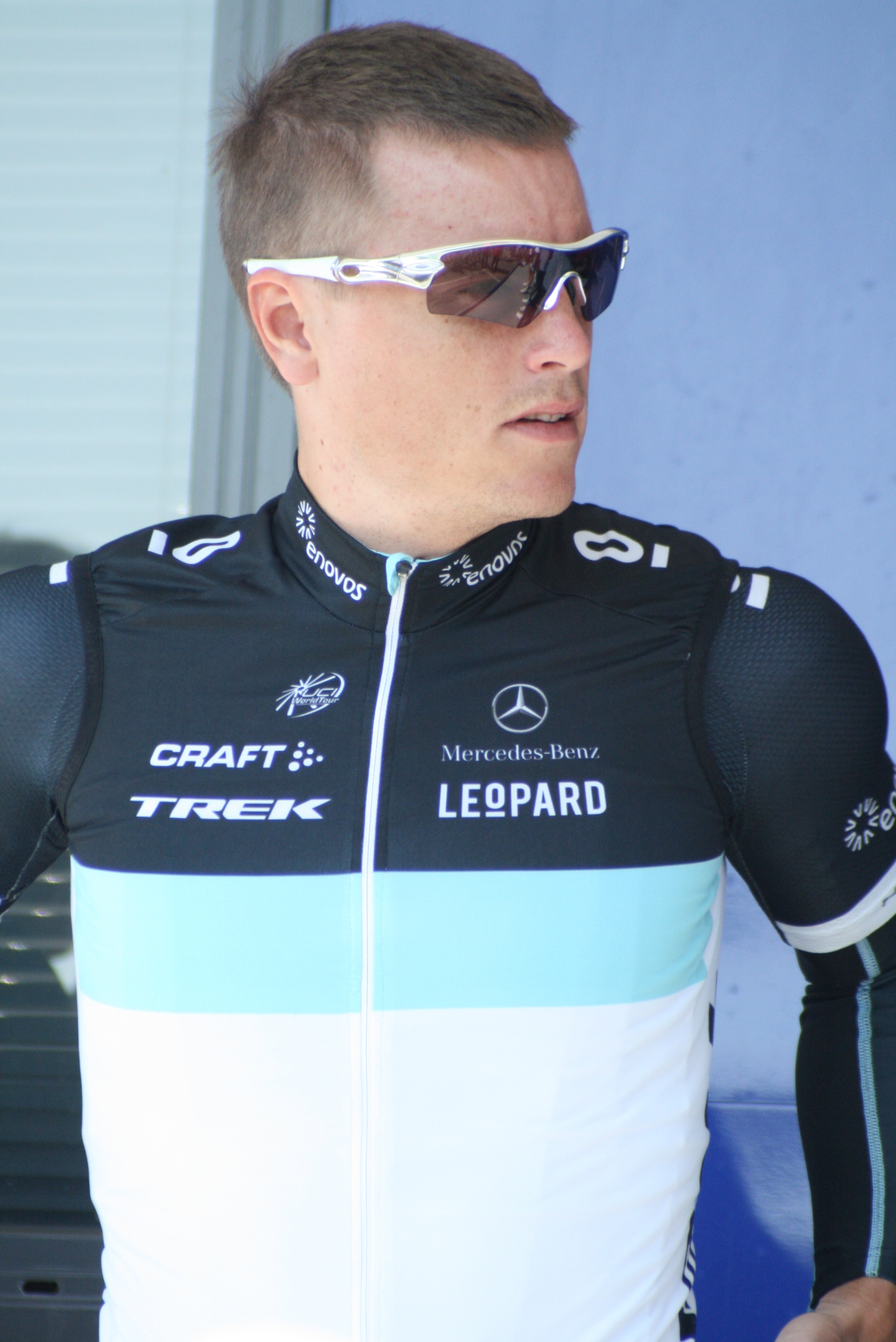
Martin Pedersen bei den Vier Tagen von Dünkirchen 2011

Martin Pedersen (* 15. April 1983) ist ein ehemaliger dänischer Radprofi.
In der Saison 2005 fuhr Pedersen für das Team GLS. Von 2006 bis 2007 gehörte er dem Dänischen ProTeam CSC an. Dort konnte er seinen bisher größten Erfolg, den Gesamtsieg bei der Tour of Britain, feiern. Nach einem enttäuschenden Jahr 2007, indem er lediglich die Bergwertung der Eneco Tour gewinnen konnte, schloss er sich für die Saison 2008 wieder dem  Team GLS an. Dort konnte er einige Siege in der UCI Europe Tour einfahren, insbesondere beim Omloop van het Houtland Lichtervelde, einem Eintagesrennen der Kategorie 1.1.
2009 gewann Pedersen Rund um Köln und 2012 die Gesamtwertung der Tour of China I. 2013 entschied er den Circuit d’Alger für sich. Am Ende dieser Saison beendete er seine aktive Radsportlaufbahn.

## Erfolge
2002
- Dänischer Meister – Straßenrennen (Junioren)

2003
- Dänischer Meister – Madison (mit Michael Smith Larsen)

2004
- Dänischer Meister – Straßenrennen (Junioren)

2005
- Gran Premio San Giuseppe
- Lüttich–Bastogne–Lüttich Espoirs
- zwei Etappen Olympia’s Tour
- drei Etappen Ringerike Grand Prix
- eine Etappe Giro della Toscana (U23)

2006
- Gesamtwertung und eine Etappe Tour of Britain

2007
- Bergwertung Eneco Tour

2008
- eine Etappe Circuit Ardennes
- eine Etappe Kreiz Breizh Elites
- eine Etappe Slowakei-Rundfahrt
- Omloop van het Houtland Lichtervelde

2009
- eine Etappe Les 3 Jours de Vaucluse
- Prix de la Ville de Nogent-sur-Oise
- Rund um Köln
- Grand Prix Cristal Energie

2012
- Gesamtwertung und Mannschaftszeitfahren Tour of China I

2013
- Circuit d’Alger

## Teams
- 2004 Team PH
- 2005 Team GLS
- 2006–2007 Team CSC
- 2008 Team GLS
- 2009 Team Capinordic
- 2010 Footon-Servetto
- 2011 Leopard Trek
- 2012 Christina Watches-Onfone
- 2013 Christina Watches-Onfone